# 오노군

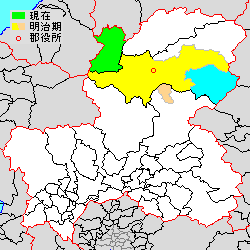
오노군의 위치 (녹색:시라카와촌 연노랑:후에 다른 군으로 편입된 구역 하늘색:후에 다른 군에서 편입된 구역)

오노군(일본어: 大野郡, おおのぐん)은 일본 기후현 북부에 있는 군이다.
인구 1,489명, 면적 356.64 km2, 인구밀도 4.18명 /km2. (2020년 8월 1일, 추계인구)
이하 1촌으로 구성된다.
- 시라카와촌(白川村)

## 군역
1879년 행정 구역으로 발족할 당시의 군역은, 위의 1촌 외에 아래 구역에 해당한다.
- 다카야마시의 대부분
- 게로시의 일부

## 역사

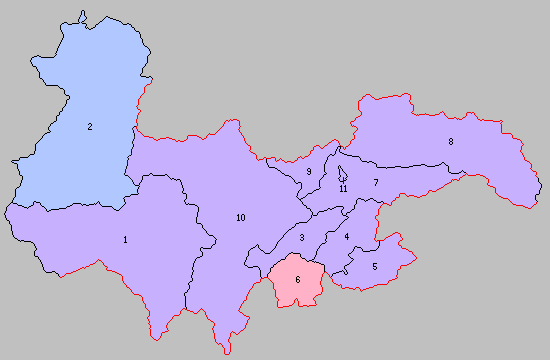
1.쇼카와촌 2.시라카와촌 3.미야촌 4.구구노촌 5.가와우치촌 6.야마노쿠치촌 7.오나다촌 8.뉴카와촌 9.호즈에촌 10.기요미촌 11.다카야마정 (보라:다카야마시 빨강:게로시 파랑:시라카와촌)

- 1889년 7월 1일 - 정촌제 시행으로, 쇼카와촌(荘川村)(현 다카야마시), 시라카와촌(白川村)(현존), 미야촌(宮村), 구구노촌(久々野村), 가와우치촌(河内村)(현 다카야마시), 야마노쿠치촌(山之口村)(현 게로시), 오나다촌(大名田村), 뉴카와촌(丹生川村), 호즈에촌(上枝村), 기요미촌(清見村), 다카야마정(高山町)(현 다카야마시)이 발족.(1정 10촌)
- 1892년 5월 19일 - 오나다촌의 일부가 분리되어 나다촌(灘村)이, 일부가 분리되어 오하치가촌(大八賀村)이 각각 발족. (1정 12촌)
- 1897년 4월 1일 - 구구노촌·가와우치촌이 합병하여, 새로이 구구노촌이 발족.(1정 11촌)
- 1923년 10월 10일 - 오나다촌이 정제 시행으로 오나다정(大名田町)이 됨.(2정 10촌)
- 1926년 10월 1일 - 나다촌이 다카야마정에 편입.(2정 9촌)
- 1936년 11월 1일 - 다카야마정·오나다정이 합병하여, 다카야마시(高山市)가 발족, 군에서 이탈.(9촌)
- 1943년 4월 1일 - 호즈에촌이 다카야마시에 편입.(8촌)
- 1950년 4월 1일 - 마시타군 아사히촌(朝日村)·다카네촌(高根村)의 소속이 오노군으로 변경.(10촌)
- 1954년 4월 1일 - 구구노촌이 정제 시행으로 구구노정(久々野町)이 됨.(1정 9촌)
- 1955년 4월 1일 - 오하치가촌이 다카야마시에 편입.(1정 8촌)
- 1956년 8월 25일 - 야마노쿠치촌이 마시타군 하기와라정·가와니시촌과 합병하여, 새로이 마시타군 하기와라정이 발족.(1정 7촌)
- 2005년 2월 1일 - 뉴카와촌·기요미촌·쇼카와촌·미야촌·구구노정·아사히촌·다카네촌이 다카야마시에 편입.(1촌)